# Diario di uno scrittore
Il Diario di uno scrittore (in russo Дневник писателя?, Dnevnik pisatelja) è un'opera che riunisce una serie di articoli scritti da Fëdor Dostoevskij, a partire dal 1873, per la rivista Il cittadino (in russo Гражданин?, Graždanin), pubblicati settimanalmente e poi raccolti in volumi per volere dello stesso autore.

## Temi
Questi scritti vertevano su temi di cultura e attualità di vario genere, in particolar modo:
- Eventi di cronaca nera che turbavano l'opinione pubblica. Dostoevskij prese posizione contro il lassismo giudiziario, polemizzando contro i progressisti che, dando la colpa di ogni violenza individuale all'ambiente sociale, chiedevano pene meno severe per gli assassini. L'autore esorta a non assolvere il peccato assieme al peccatore, mantenendo pene severe per i reati gravi, pur dichiarandosi contrario alla pena di morte. Al tempo stesso Dostoevskij si interrogava, nei propri articoli, sul senso - o meglio, sul nonsenso - del male nel mondo, specialmente quando le vittime delle atrocità erano bambini.
- La questione morale. Dostoevskij accusò pubblicamente le comunità ebree di arricchirsi con l'usura a danno del popolo, di speculare sui crimini del colonialismo e di rappresentare tutto il male che la vera ortodossia (cioè la Chiesa cristiana ortodossa) avrebbe avuto il dovere di combattere. Questo era del resto, a quei tempi, anche il pensiero del Santo Sinodo. Dostoevskij polemizzava poi con il Cristianesimo "gesuitico" (cioè, per lui, ipocrita) dei cattolici, ritenuti pervertitori del genuino cristianesimo rimasto vivo soltanto nell'animo del popolo russo. Non mancavano infine frecciate contro l'etica materialista degli intellettuali di sinistra, da cui il Dostoevskij dell'ultimo periodo aveva preso decisamente le distanze.
- I retroscena della vita dello scrittore e i suoi commenti sulle tendenze letterarie dell'epoca, come l'articolo scritto nel 1880 su Puškin, esaltato da Dostoevskij quale maggior interprete del genuino spirito russo. Dostoevskij riferisce inoltre come erano nati alcuni suoi grandi romanzi e cosa stava dietro le sue controverse scelte narrative, rivelando ad esempio che nel principe Myškin de L'idiota egli aveva voluto descrivere una sorta di Gesù moderno. Da questi ultimi contenuti si comprende appunto il titolo autobiografico della rubrica: Diario di uno scrittore.

## Edizioni italiane
- Diario di uno scrittore, traduzione dal russo di Evelina Bocca e Gian Galeazzo Severi, Milano, Garzanti, 1943.
- Diario di uno scrittore (1873), traduzione dal russo di Ettore Lo Gatto, Torino, Einaudi, 1943.
- Diario di uno scrittore, traduzione e introduzione di Ettore Lo Gatto, Firenze, Sansoni, 1963.
- Diario di uno scrittore, traduzione e saggio di Ettore Lo Gatto, introduzione di Armando Torno, Collana Il pensiero occidentale, Milano, Bompiani, 2007, ISBN 978-88-452-5806-0.